# Atalanta Bergamasca Calcio 1928-1929
Questa pagina raccoglie i dati riguardanti l'Atalanta Bergamasca Calcio nelle competizioni ufficiali della stagione 1928-1929.

## Stagione
La stagione non è all'altezza della precedente. La squadra è assegnata al girone A della Divisione Nazionale composto da 16 squadre che, assieme al girone B andranno a formare l'anno successivo i nuovi campionati a girone unico voluti dalla Federazione: le prime otto la Serie A e dal nono al sedicesimo posto la Serie B.
La squadra bergamasca rimane nei bassifondi della classifica per tutto il torneo, spesso fa una fatica immane a segnare, terminandolo al terzultimo posto che varrà l'ammissione al campionato di Serie B. A stagione in corso, il tecnico ungherese Payer viene esonerato e sostituito dall'ex giocatore Enrico Tirabassi già suo vice.
La stagione tuttavia rimane negli annali per l'inaugurazione ufficiale, avvenuta con la gara Atalanta - La Dominante (2-0) il 23 dicembre 1928, del nuovo stadio che rileva il più modesto Campo della Clementina, il nuovo Stadio è intitolato al martire fascista Mario Brumana, si tratta dell'attuale Atleti Azzurri d'Italia utilizzato tutt'oggi con qualche modifica, ritenuto a quell'epoca tra i più belli d'Italia. Mentre l'inaugurazione ufficiosa era stata alla quinta giornata di campionato nella partita Atalanta - Triestina (4-1), con la struttura ancora in fase di completamento.

## Organigramma societario
Area direttiva
- Presidente: Pietro Capoferri
- Vice Presidenti: Antonio Gambirasi, Maurizio Reich
- Segretari: Rino Lupini, Mario Riva
- Cassiere: Oreste Onetto
- Consiglieri: Ettore Capuani, Carlo Coltri, Gino Codenotti, Enrico Felli, Paolo Foresti, Matteo Legler, Vincenzo Lolli, Giovan Battista Marconi, Piero Micheletti, Ugo Pelandi, Antonio Pesenti, Angelo Reggiani, Alberto Sala, Carlo Stampa, Geremia Zenoni

Area tecnica
- Allenatore: Enrico Tirabassi

Area sanitaria
- Massaggiatore: Leone Sala

## Rosa
| N. |                   | Ruolo | Calciatore        |
| -- | ----------------- | ----- | ----------------- |
|    | Italia (bandiera) | P     | Gino Perani       |
|    | Italia (bandiera) | P     | Carlo Ceresoli    |
|    | Italia (bandiera) | D     | Luigi Baj         |
|    | Italia (bandiera) | D     | Ettore Boninsegna |
|    | Italia (bandiera) | D     | Riccardo Cornolti |
|    | Italia (bandiera) | D     | Antonio Perduca   |
|    | Italia (bandiera) | C     | Pietro Algarotti  |
|    | Italia (bandiera) | C     | Eridio Bonardi    |
|    | Italia (bandiera) | C     | Onorato Bonzani   |
|    | Italia (bandiera) | C     | Oreste Moretti    |
|    | Italia (bandiera) | C     | Luigi Poggia      |
|    | Italia (bandiera) | C     | Luigi Rizzatti    |

| N. |                   | Ruolo | Calciatore          |
| -- | ----------------- | ----- | ------------------- |
|    | Italia (bandiera) | C     | Francesco Simonetti |
|    | Italia (bandiera) | C     | Giovanni Varasi     |
|    | Italia (bandiera) | C     | Giuseppe Volta      |
|    | Italia (bandiera) | A     | Federico Baj        |
|    | Italia (bandiera) | A     | Romano Buschi       |
|    | Italia (bandiera) | A     | Giacomo Cornolti    |
|    | Italia (bandiera) | A     | Giorgio Delvai      |
|    | Italia (bandiera) | A     | Carlo Gianelli      |
|    | Italia (bandiera) | A     | Giulio Panzeri      |
|    | Italia (bandiera) | A     | Aldo Perani         |
|    | Italia (bandiera) | A     | Rinaldo Pretti      |

## Calciomercato
| Acquisti | Acquisti        | Acquisti         | Acquisti   |
| R.       | Nome            | da               | Modalità   |
| -------- | --------------- | ---------------- | ---------- |
| P        | Carlo Ceresoli  | Alzano           | definitivo |
| A        | Federico Baj    | Ardens           | definitivo |
| D        | Luigi Baj       | Ardens           | definitivo |
| A        | Carlo Gianelli  | Novara           | definitivo |
| C        | Oreste Moretti  | Canottieri Lecco | definitivo |
| D        | Antonio Perduca | Torino           | definitivo |
| A        | Rinaldo Pretti  | Torino           | definitivo |
| C        | Giuseppe Volta  | Juventus         | definitivo |

| Cessioni | Cessioni                 | Cessioni          | Cessioni      |
| R.       | Nome                     | da                | Modalità      |
| -------- | ------------------------ | ----------------- | ------------- |
| P        | Angelo Farina            | Pro Palazzolo     | definitivo    |
| A        | Vincenzo Chiabotto       | Abruzzo           | definitivo    |
| C        | Luigi Pedrazzini         | Ambrosiana        | fine prestito |
| C        | Attilio Torresani        | Clarense          | definitivo    |
| A        | Aldo Lanfranconi         | Milan             | definitivo    |
| A        | Angelo Pietro Maffezzoli | Franchi Gregorini | prestito      |

## Risultati

### Divisione Nazionale

#### Girone d'andata
| Arbitro: | Dani (Genova) |

|                    |           |  |
| Reguzzoni 42’, 82’ | Marcatori |  |

| Arbitro: | Turra (Padova) |

|                                           |           |                    |
| Chierico 40’ Marchina 60’ E. Banchero 73’ | Marcatori | 33’, 41’ A. Perani |

| Bergamo 21 ottobre 1928 3ª giornata | Atalanta       | 0 – 0 | Modena | Stadium della Clementina\| Arbitro: \| Lenti (Genova) \| |
| Arbitro:                            | Lenti (Genova) |       |        |                                                          |

| Arbitro: | Malagodi (Ferrara) |

|                |           |              |
| Costantino 19’ | Marcatori | 14’ A.Perani |

| Arbitro: | Turbiani (Ferrara) |

|                                                |           |               |
| Buschi 29’ Volta 44’ A.Perani 76’ Gianelli 89’ | Marcatori | 57’ Ostromann |

| Arbitro: | Casetta (Milano) |

|           |           |             |
| Ferrè 10’ | Marcatori | 4’ Gianelli |

| Arbitro: | Bruna (Venezia) |

|                         |           |  |
| Gianelli 11’ Buschi 20’ | Marcatori |  |

| Arbitro: | Osti (Ferrara) |

|                   |           |  |
| Gianelli 47’, 62’ | Marcatori |  |

| Arbitro: | Osti (Ferrara) |

|                                 |           |                         |
| Silvestri 17’, 30’ Palandri 48’ | Marcatori | 66’ Gianelli 71’ Buschi |

| Arbitro: | Ferro (Milano) |

|                        |           |                              |
| Volta 84’ Gianelli 88’ | Marcatori | 33’ Vecchina 41’ E. Chiecchi |

| Arbitro: | A.Gama (Milano) |

|                                |           |  |
| Buschi 7’ A. Perani 88’ (rig.) | Marcatori |  |

| Arbitro: | Giorgi (Milano) |

|                                                                         |           |  |
| Vezzani 13’ Baloncieri 21’ G. Rossetti 35’, 58’, 67’ Libonatti 42’, 64’ | Marcatori |  |

| Arbitro: | Dani (Genova) |

|                                     |           |  |
| Fasanelli 8’, 58’ Chini Ludueña 89’ | Marcatori |  |

| Arbitro: | Mastellari (Bologna) |

|  |           |             |
|  | Marcatori | 30’ Pastore |

| Prato 27 gennaio 1929 15ª giornata | Prato              | 0 – 0 | Atalanta | Campo Vittorio Veneto\| Arbitro: \| Turbiani (Ferrara) \| |
| Arbitro:                           | Turbiani (Ferrara) |       |          |                                                           |

#### Girone di ritorno
| Bergamo 3 febbraio 1929 16ª giornata | Atalanta         | 0 – 0 | Pro Patria | Stadio Mario Brumana\| Arbitro: \| Carraro (Padova) \| |
| Arbitro:                             | Carraro (Padova) |       |            |                                                        |

| Arbitro: | Bruna (Venezia) |

|  |           |                      |
|  | Marcatori | 22’, 85’ R. Cattaneo |

| Arbitro: | Scarpi (Dolo) |

|                                                 |           |  |
| G. Tedeschini 51’ Carnevali 65’, 67’ Dugoni 89’ | Marcatori |  |

| Bergamo 24 febbraio 1929 19ª giornata | Atalanta      | 0 – 0 | Bari | Stadio Mario Brumana\| Arbitro: \| Dani (Genova) \| |
| Arbitro:                              | Dani (Genova) |       |      |                                                     |

| Arbitro: | Dani (Genova) |

|                 |           |  |
| Povero 23’, 85’ | Marcatori |  |

| Arbitro: | Enrietti (Torino) |

|                               |           |  |
| Bonardi 35’ Varasi 69’ (rig.) | Marcatori |  |

| Arbitro: | Turbiani (Ferrara) |

|                                                               |           |               |
| Tognazzi 27’, 67’ Marucco 59’ (rig.) Ravetta 83’ P. Galli 88’ | Marcatori | 65’ Simonetti |

| Arbitro: | Girelli (Verona) |

|           |           |  |
| Zanni 65’ | Marcatori |  |

| Arbitro: | D'Alessandro (Vercelli) |

|  |           |                        |
|  | Marcatori | 10’, 15’, 46’ Magnozzi |

| Arbitro: | Enrietti (Torino) |

|                 |           |  |
| G. Prendato 87’ | Marcatori |  |

| Arbitro: | Osti (Ferrara) |

|                         |           |                             |
| L. Poggi 63’ Raggio 75’ | Marcatori | 8’ Simonetti 53’ R.Cornolti |

| Arbitro: | Turbiani (Ferrara) |

|  |           |              |
|  | Marcatori | 15’ Giubasso |

| Arbitro: | Osti (Ferrara) |

|              |           |                                      |
| Gianelli 61’ | Marcatori | 10’, 13’ Chini Ludueña 36’ Fasanelli |

| Arbitro: | Scorzoni (Bologna) |

|                                               |           |              |
| Tansini 9’ G. Santagostino 14’, 30’, 69’, 70’ | Marcatori | 6’ Simonetti |

| Arbitro: | Osti (Ferrara) |

|                              |           |  |
| R.Cornolti 10’ Simonetti 60’ | Marcatori |  |

## Statistiche

### Statistiche di squadra
| Competizione                 | Punti | In casa | In casa | In casa | In casa | In casa | In casa | In trasferta | In trasferta | In trasferta | In trasferta | In trasferta | In trasferta | Totale | Totale | Totale | Totale | Totale | Totale | DR  |
| Competizione                 | Punti | G       | V       | N       | P       | Gf      | Gs      | G            | V            | N            | P            | Gf           | Gs           | G      | V      | N      | P      | Gf     | Gs     | DR  |
| ---------------------------- | ----- | ------- | ------- | ------- | ------- | ------- | ------- | ------------ | ------------ | ------------ | ------------ | ------------ | ------------ | ------ | ------ | ------ | ------ | ------ | ------ | --- |
| Divisione Nazionale girone A | 20    | 15      | 6       | 4       | 5       | 17      | 13      | 15           | 0            | 4            | 11           | 10           | 40           | 30     | 6      | 8      | 16     | 27     | 53     | -26 |

### Statistiche dei giocatori
| Giocatore     | Divisione Nazionale | Divisione Nazionale |
| Giocatore     | Presenze            | Reti                |
| ------------- | ------------------- | ------------------- |
| P. Algarotti  | 3                   | 0                   |
| F. Baj        | 3                   | 0                   |
| L. Baj        | 2                   | 0                   |
| E. Bonardi    | 16                  | 1                   |
| E. Boninsegna | 11                  | 0                   |
| O. Bonzani    | 23                  | 0                   |
| R. Buschi     | 20                  | 4                   |
| C. Ceresoli   | 6                   | 0                   |
| G. Cornolti   | 10                  | 0                   |
| R. Cornolti   | 29                  | 2                   |
| G. Delvai     | 10                  | 0                   |
| C. Gianelli   | 30                  | 8                   |
| A. Farina     | 1                   | 0                   |
| O. Moretti    | 6                   | 0                   |
| G. Panzeri    | 3                   | 0                   |
| A. Perani     | 26                  | 5                   |
| G. Perani     | 24                  | 0                   |
| A. Perduca    | 22                  | 0                   |
| L. Poggia     | 23                  | 0                   |
| R. Pretti     | 9                   | 0                   |
| L. Rizzatti   | 1                   | 0                   |
| F. Simonetti  | 12                  | 4                   |
| G. Varasi     | 11                  | 1                   |
| G. Volta      | 30                  | 2                   |